# Буджерру
Буджерру (итал. Buggerru) — коммуна в Италии, располагается в области Сардиния, в провинции Южная Сардиния.  Имя «Будже́рру» происходит от арабского слова «буджарра» (بُجَرّهَ) что означает «долина», и город в долине. 
Население составляет 1 047 человека (30-06-2019), плотность населения составляет 21,66 чел./км². Занимает площадь 48,33 км².
Покровителем коммуны почитается святой Иоанн Креститель, празднование 24 июня.

## Демография
Динамика населения:

## Администрация коммуны
- Официальный сайт:

## Примечание
1. ↑  Statistiche demografiche ISTAT. demo.istat.it. Дата обращения: 16 ноября 2019. Архивировано из оригинала 24 июля 2019 года.